# Harzer Rotvieh

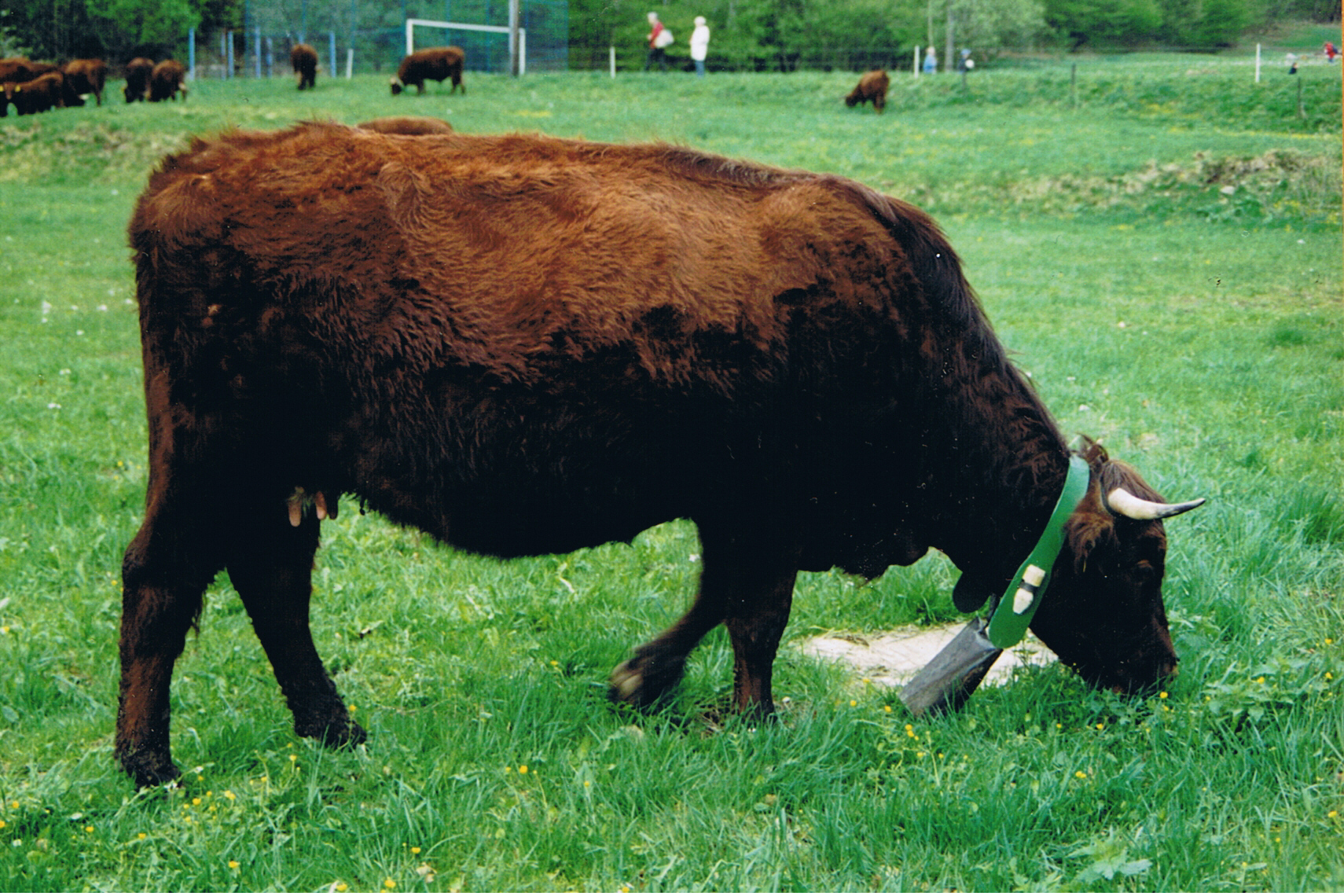
Harzkuh

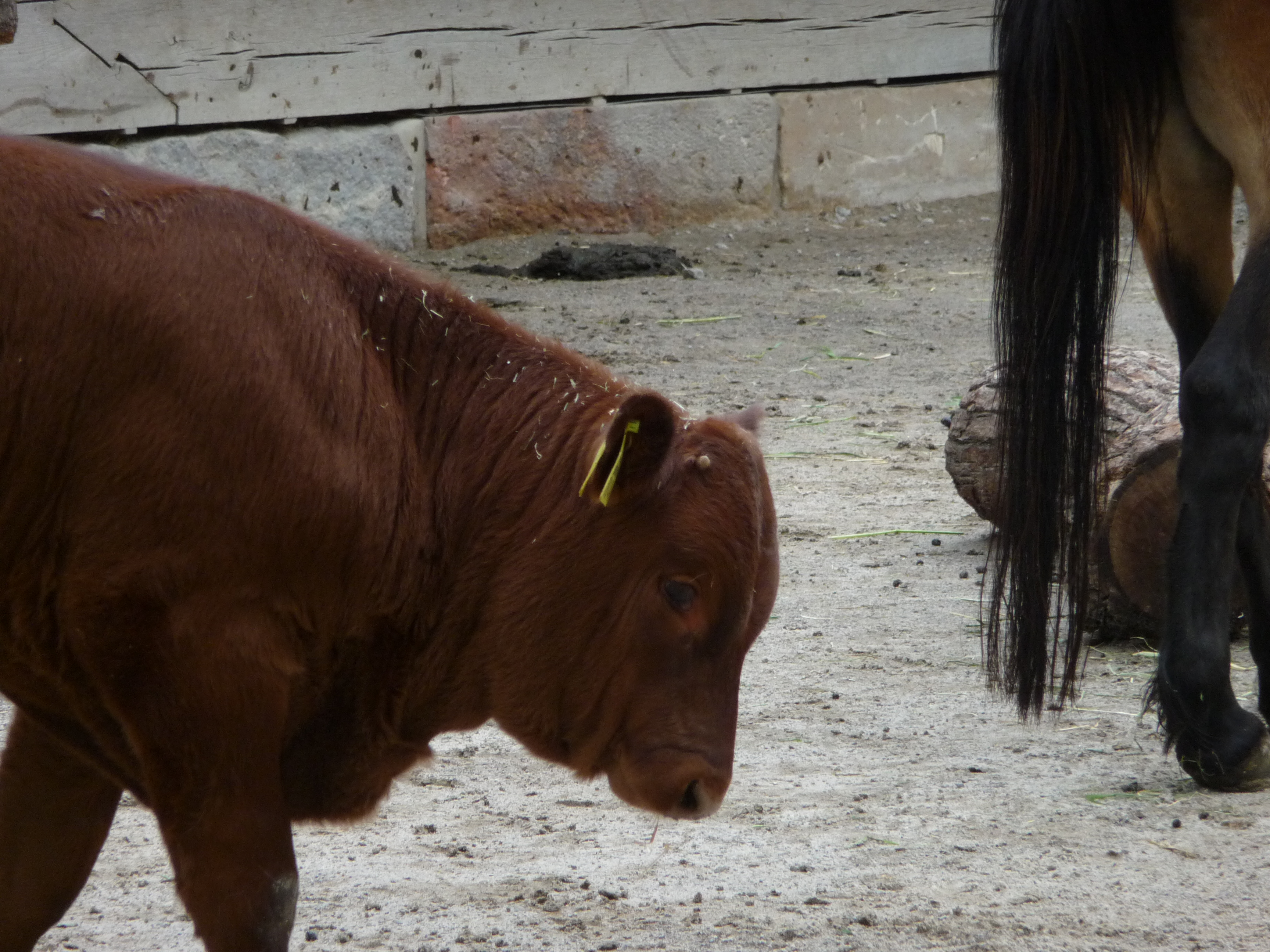
Harzer Rotvieh

Das Harzer Rotvieh oder Harzer Rote Höhenvieh, wie es korrekt bezeichnet wird, ist eine einfarbig rote Rinderrasse aus dem Harz und gehört wohl zu den ältesten und ursprünglichsten Nutztierrassen.

## Geschichte
Diese Rinderrasse entstammte den roten Rinderrassen Süd- und Mitteldeutschlands und geht wahrscheinlich auf das rote einfarbige germanisch-keltische Rind zurück. Daraus entwickelte sich unter den Bedingungen des Mittelgebirges Harz eine eigenständige Rinderrasse. Heute existiert das Harzer Rote Höhenvieh als eigenständige Rasse nicht mehr. Es wurde im Rahmen der Erhaltungszucht mit anderen Schlägen aus den deutschen Mittelgebirgen zum Roten Höhenvieh zusammengefasst.
Diese Rinderrasse war ein Dreinutzungsrind, d. h. zur Milchproduktion, Fleischproduktion und zur Zugleistung geeignet.
In den 1950er Jahren wurde diese Rinderrasse mit Bullen der Rasse Rotes Dänisches Milchrind zur Erhöhung der Milchleistung gekreuzt. Später wurden insbesondere Angler Rinder eingekreuzt. Damit war das Harzer Rotvieh seit ca. 1980 nur noch eine Variante des Angler Rindes.
Mitte der 1980er Jahre benutzte man noch vorhandene Tiere des alten Harzer Rotviehes, die allerdings bereits Einkreuzungen anderer Rassen hatte, zum Aufbau der neuen Population des Roten Höhenviehs.
Das Harzer Rotvieh ist vom Aussterben bedroht. Im Jahr 1996 wurden noch 360 Kühe im Herdbuch aufgeführt.

## Besondere Merkmale
- mittlere Größe
- weit herabhängende Wamme
- helles bis rosafarbenes Flotzmaul (Kuhnase)
- einfarbig rotbraunes Fell
- Helle Hörner mit schwarzer Spitze
- helle bis weiße Schwanzquaste
- dunkle und harte Klauen

## Rinderhaltung
Die Viehhaltung im Oberharz bestand vornehmlich aus Kleinbauern, meist Bergleute, mit ein bis drei Kühen in ihrem Bestand. Nur wenige konnten sich aufgrund ihrer besseren Stellung mehr Tiere und den nötigen Platz sowie die Rohstoffe zur Versorgung der Tiere leisten. Die Bergleute hatten nur kleine Häuser mit entsprechenden Ställen, häufig ohne eigenen Zugang, weshalb die Tiere durch den Hausflur über den Hauseingang auf die Straße geführt wurden (ein beliebtes Postkartenmotiv).
Die Tiere wurden in den meisten Gemeinden vom ersten Maisonntag bis Bartholomäi am 24. August oder Martini am 11. November – je nach Gesetzeslage und Wetterbedingungen – auf die Weiden getrieben. Der zuständige Kuhhirte zog Morgens durch die Orte und führte die Tiere auf die Weide. Abends wurden diese in die Orte zurückgeführt, wo sie von der Straße teils selbständig durch die geöffneten Türen in ihre Ställe zurück fanden.

## Brauchtum
Da die Tiere nach den langen Wintermonaten besonders wild waren, wurden sie im Frühjahr zunächst auf eine Weide in der Nähe der jeweiligen Ortschaft getrieben. Bei diesem ersten Austrieb wurde die Herde von Interessierten begleitet und an den Weiden Festlichkeiten abgehalten.
Das in Sankt Andreasberg stattfindende Wiesenblütenfest, im Anschluss an den ersten Viehaustrieb jeden Jahres, entstand allerdings erst Ende des 20. Jahrhunderts; dies gilt wohl auch für den Viehaustrieb in Wildemann am Pfingstmontag.